# Magtymguly Pyragy
Magtymguly Pyragy (en persa: مخدومقلی فراغی, Makhdumqoli Faraghi; en turcomano: Magtymguly Pyragy; ca. 1724-ca.1807) fue un poeta filosófico y líder espiritual turcomano quien promovió acciones para asegurar la autonomía su de pueblo durante el siglo XVIII y quien escribió sobre una diversa variedad de temas: místicos, líricos, religiosos, sociales, patrióticos, entre otros.

## Biografía
Magtymguly Pyragy nació en el poblado de Hajygowshan, cerca de Gonbad-e Qabus, en la provincia iraní de Golestán, tercer hijo de Döwletmämmet Azady (دولتمحمد آزادی), quien era un renombrado poeta y académico en su tiempo.  Perteneció al clan Gyshykar de la división Gerkez de la tribu Gokleng.  Fue educado por su propio padre de quien aprendió el persa y el árabe.  Continuó sus estudios en poesía, llegando a desarrollar un estilo realista que resultó ser muy popular y le llevó a convertirse en uno de los poetas turcomanos más reconocidos.  Fue un devoto sufista de quien se dijo que había viajado a lo largo de los territorios que actualmente conforman Turkemenistán enseñando y recitando oraciones por la salvación de su pueblo. Magtymguly Pyragy fue enterrado en el poblado de Aktokay al noreste de Irán, en donde es conmemorado por un mausoleo.  Promovió la idea de mantener sagrado el modo de vida turcomano, así como mantener la unidad e integridad de la nación turcomana.  Sin embargo sus esfuerzos tuvieron poco éxito para superar las lealteades y rivalidades tribales existentes.